# Casarano Calcio 1990-1991
Questa pagina raccoglie le informazioni riguardanti il Casarano Calcio nelle competizioni ufficiali della stagione 1990-1991.

## Rosa
| N. |                   | Ruolo | Calciatore           |
| -- | ----------------- | ----- | -------------------- |
|    | Italia (bandiera) | A     | Gerardo Berardi      |
|    | Italia (bandiera) | C     | Marco Calonaci       |
|    | Italia (bandiera) | D     | Marco Carrozzo       |
|    | Italia (bandiera) | D     | Andrea Chiriatti     |
|    | Italia (bandiera) | D     | Giovanni Cusatis     |
|    | Italia (bandiera) | C     | Massimo De Angelis   |
|    | Italia (bandiera) | C     | Andrea De Gregorio   |
|    | Italia (bandiera) | C     | Massimo De Solda     |
|    | Italia (bandiera) | A     | Luigi Di Baia        |
|    | Italia (bandiera) | C     | Giacinto Di Battista |
|    | Italia (bandiera) | C     | Walter Dondoni       |
|    | Italia (bandiera) | C     | Maurizio Gridelli    |

| N. |                   | Ruolo | Calciatore           |
| -- | ----------------- | ----- | -------------------- |
|    | Italia (bandiera) | P     | Stefano Grilli       |
|    | Italia (bandiera) | P     | Gabriele Joannoni    |
|    | Italia (bandiera) | C     | Luca Landonio        |
|    | Italia (bandiera) | D     | Salvatore Mazzarano  |
|    | Italia (bandiera) | C     | Vincenzo Mazzeo      |
|    | Italia (bandiera) | A     | Mauro Meluso         |
|    | Italia (bandiera) | C     | Gianfranco Palmisano |
|    | Italia (bandiera) | A     | Maurizio Passabì     |
|    | Italia (bandiera) | C     | Giacomo Pettinicchio |
|    | Italia (bandiera) | P     | Sergio Pinna         |
|    | Italia (bandiera) | C     | Alessandro Toti      |
|    | Italia (bandiera) |       | Verzin               |

## Risultati

### Campionato

#### Girone di andata
| 16 settembre 1990 1ª giornata | Casarano | 1 – 0 | Giarre |  |

| 23 settembre 1990 2ª giornata | Ternana | 1 – 0 | Casarano |  |

| 30 settembre 1990 3ª giornata | Casarano | 3 – 0 | Campania Puteolana |  |

| 7 ottobre 1990 4ª giornata | Casertana | 1 – 1 | Casarano |  |

| 14 ottobre 1990 5ª giornata | Casarano | 1 – 0 | Siracusa |  |

| 21 ottobre 1990 6ª giornata | Casarano | 4 – 1 | Siena |  |

| 4 novembre 1990 7ª giornata | Arezzo | 0 – 1 | Casarano |  |

| 11 novembre 1990 8ª giornata | Casarano | 0 – 0 | Licata |  |

| 18 novembre 1990 9ª giornata | Catanzaro | 1 – 0 | Casarano |  |

| 25 novembre 1990 10ª giornata | Torres | 2 – 1 | Casarano |  |

| Arbitro: | Arrigò (Milano) |

|             |           |  |
| Di Baia 67’ | Marcatori |  |

| 9 dicembre 1990 12ª giornata | Fidelis Andria | 1 – 0 | Casarano |  |

| 16 dicembre 1990 13ª giornata | Casarano | 1 – 1 | Monopoli |  |

| 30 dicembre 1990 14ª giornata | Casarano | 0 – 0 | Battipagliese |  |

| 6 gennaio 1991 15ª giornata | Catania | 2 – 1 | Casarano |  |

| 13 gennaio 1991 16ª giornata | Casarano | 1 – 0 | Perugia |  |

| 20 gennaio 1991 17ª giornata | Palermo | 1 – 1 | Casarano |  |

#### Girone di ritorno
| 3 febbraio 1991 18ª giornata | Giarre | 0 – 0 | Casarano |  |

| 10 febbraio 1991 19ª giornata | Casarano | 2 – 0 | Ternana |  |

| 17 febbraio 1991 20ª giornata | Campania Puteolana | 0 – 0 | Casarano |  |

| 24 febbraio 1991 21ª giornata | Casarano | 0 – 0 | Casertana |  |

| 3 marzo 1991 22ª giornata | Siracusa | 1 – 1 | Casarano |  |

| 17 marzo 1991 23ª giornata | Siena | 1 – 1 | Casarano |  |

| 24 marzo 1991 24ª giornata | Casarano | 1 – 1 | Arezzo |  |

| 30 marzo 1991 25ª giornata | Licata | 4 – 2 | Casarano |  |

| 7 aprile 1991 26ª giornata | Casarano | 1 – 0 | Catanzaro |  |

| 14 aprile 1991 27ª giornata | Casarano | 1 – 0 | Torres |  |

| Arbitro: | Destro (Alessandria) |

|                                      |           |                                              |
| Felice Centofanti 19’ Donnarumma 60’ | Marcatori | 24’, 42’ Di Baia Massimo De Solda 45’ (rig.) |

| 5 maggio 1991 29ª giornata | Casarano | 2 – 0 | Fidelis Andria |  |

| 12 maggio 1991 30ª giornata | Monopoli | 0 – 0 | Casarano |  |

| 19 maggio 1991 31ª giornata | Battipagliese | 1 – 2 | Casarano |  |

| 26 maggio 1991 32ª giornata | Casarano | 0 – 0 | Catania |  |

| 2 giugno 1991 33ª giornata | Perugia | 1 – 0 | Casarano |  |

| 9 giugno 1991 34ª giornata | Casarano | 1 – 1 | Palermo |  |